# Berg (bei Ahrweiler)
Berg település Németországban, Rajna-vidék-Pfalz tartományban. Lakosainak száma 1306 fő (2023. december 31.).

## Népesség
A település népességének változása:
| Lakosok száma | 1001 | 1313 | 1256 | 1274 | 1294 | 1313 | 1306 |
|               | 1975 | 2014 | 2017 | 2019 | 2021 | 2022 | 2023 |